# 層甲
層甲（Laminar armour），又稱板札甲、片板甲，是由許多列長條板狀物層層排列並部分重疊組成的鎧甲。Laminar在拉丁語中是層的意思。

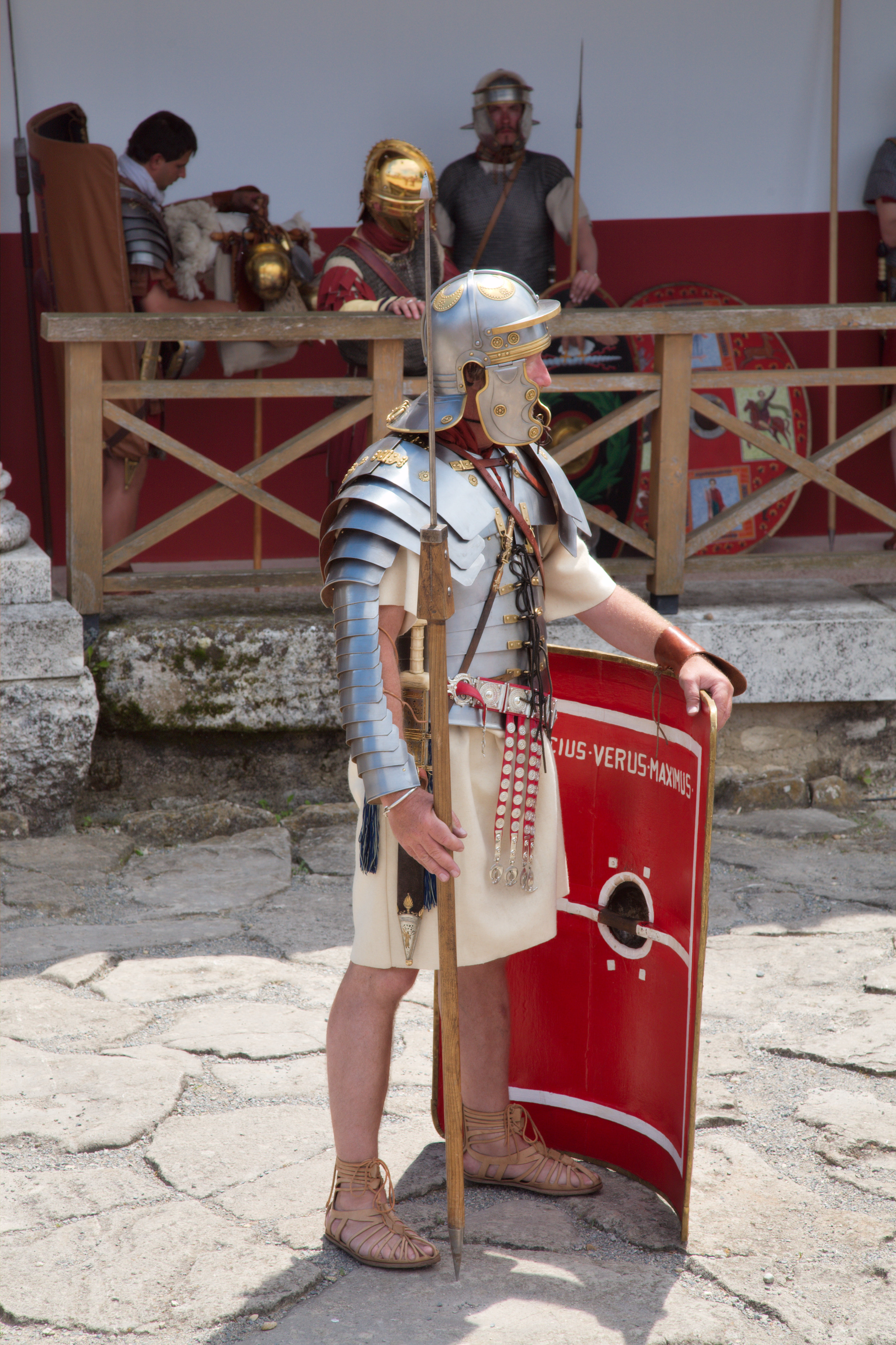
羅馬層甲的當代仿製品，包括身上的分段甲（lorica segmentata）與右臂上的袖甲（manica）。

著名的層甲有古羅馬的分段甲（Lorica segmentata）某些日本鎧甲與明朝的一種臂甲。西伯利亞與阿拉斯加靠近北極的地區的居民會穿著由動物皮製成的層甲。近代歐洲盔甲也會用層甲來作為關節運動處的護甲。